# Letkés, Pesta
Letkés  este un sat în districtul Szob, județul Pesta, Ungaria, având o populație de 1.155 de locuitori (2011). 

## Demografie
Componența etnică a satului Letkés
     Maghiari (93,71%)
     Romi (4,34%)
     Necunoscut (0,44%)
     Alții (1,51%)
Componența confesională a satului Letkés
     Reformați (5,71%)
     Fără religie (2,94%)
     Luterani (1,65%)
     Necunoscută (89,26%)
     Atei (0,43%)
Conform recensământului din 2011, satul Letkés avea 1.155 de locuitori. Din punct de vedere etnic, majoritatea locuitorilor (93,71%) erau maghiari, cu o minoritate de romi (4,34%). Apartenența etnică nu este cunoscută în cazul a 0,44% din locuitori. Nu există o religie majoritară, locuitorii fiind reformați (5,71%), persoane fără religie (2,94%) și luterani (1,65%). Pentru 89,26% din locuitori nu este cunoscută apartenența confesională.